# Sonata per a violí núm. 1 (Nielsen)
La Sonata per a violí núm. 1 en la major, op. 9 - CNW 63, va ser composta per Carl Nielsen durant el 1895. De fet, és la seva segona sonata per a violí, però mai no s'ha publicat una peça de gènere composta prèviament; més tard catalogat com FS3B. Es va estrenar el 15 de gener de 1896 al Koncertpalæet de Copenhaguen interpretada per Anton Svendsen (violí) i Johanne Stockmarr (piano).
Quan Nielsen va escriure aquesta primera sonata per a violí i piano, ja havia assolit un lloc destacat en l'escena musical de Copenhaguen, amb èxits com la interpretació de la seva Primera Simfonia l'any anterior. La cronologia de la composició es pot establir amb precisió gràcies a les dates que consten a la còpia final: el 5 d'abril pel primer moviment, el 22 de juny pel segon, i el 23 d'agost de 1895 pel tercer.
Va ser un xoc per al món musical de Copenhaguen i de Dinamarca quan l'obra es va estrenar. La música de Nielsen, que habitualment té una certa lleugeresa en el seu so, aquí es mostra directament confrontada. En lloc de col·laborar, sembla que el violí i el piano es troben en una lluita constant, que només s'apaivaga lleugerament en el segon moviment, però fins i tot aquí continua de manera latent. No hi ha cap moment real de tranquil·litat. Els crítics musicals van considerar que era una pèrdua d'energia per part del compositor, que ja havia adquirit certa fama.

## Moviments
1. Allegro gloriós
2. Andante
3. Allegro piacevole è giovanile

El 1905, el mateix Nielsen (com a violinista) va tocar part de l'obra a Lønne, tot i que ja havia penjat l'arc.

## Discografia
- Dacapo: Jos Gjesme (violí) i Jens Elvekjaer (piano)